# Play-off
Play-off – system rozgrywek sportowych, odmiana systemu pucharowego, mający na celu wyłonienie drużyny mistrzowskiej, drużyn awansujących do wyższej klasy rozgrywkowej lub spadających do niższej. Stosowany najczęściej po zakończeniu znacznie dłuższej rundy zasadniczej (nazywanej czasem – głównie w odniesieniu do rozgrywek w USA – sezonem regularnym lub zasadniczym), która wyłania uczestników play-offów oraz określa ich rozstawienie.
W systemie play-off zwycięzcę każdej pary wyłania się zazwyczaj w serii kilku meczów (np. do 3 wygranych), ale spotyka się też turnieje, w których do awansu potrzebna jest tylko jedna wygrana (np. mistrzostwa NCAA w koszykówce, NFL).
Cechą charakterystyczną systemu play-off jest to, iż mistrzem może zostać drużyna, która nie osiągnęła najlepszego wyniku po fazie zasadniczej. Rozstawianie drużyn i systemy rozgrywek regulowane są specyficznymi i nierzadko skomplikowanymi zasadami.
Systemy play-off stosuje się w większości profesjonalnych gier zespołowych: koszykówce, siatkówce, hokeju na lodzie, rugby, w piłce nożnej np. w USA, Australii, a wielu krajach w niższych ligach niż najwyższa o uzyskanie promocji na wyższy szczebel rozgrywkowy. W amerykańskich ligach NBA, NHL, NFL, MLB czy polskich PLK, PlusLiga, PLH, oraz jest powszechnie stosowany w rozgrywkach e-sportowych, takich jak League of Legends.
Play-off wykorzystywany jest również w motosporcie, czego przykładem jest seria NASCAR.